# Levando anclas
Levando anclas (título original: Anchors Aweigh) es una película musical norteamericana de 1945, dirigida por George Sidney y protagonizada por Gene Kelly, Kathryn Grayson y Frank Sinatra.
La película tiene como atractivo principal las coreografías de Gene  Kelly, canciones de Frank Sinatra y una peculiaridad: Gene Kelly baila junto con Jerry el Ratón de Tom y Jerry, en una fantasía de dibujos animados  muy lograda para la época.
Recibió un Óscar por la banda sonora y 5 nominaciones más. El éxito en taquilla de la película provocó que Metro-Goldwyn-Mayer comenzara el desarrollo de futuros musicales, generalmente con los mismos actores, como Un día en Nueva York (1949).

## Sinopsis
Dos marineros son condecorados por sus acciones de guerra en la Armada norteamericana. Joe (Gene Kelly) salvó la vida de Clarence (Frank Sinatra), por lo que se siente en deuda con él. De forma que Clarens, más tímido y apocado, consigue que Joe le enseñe a conseguir una chica de la que se enamora, la tía Susie (Kathryn Grayson).

## Reparto
- Frank Sinatra - Clarence "Brooklyn" Doolittle
- Kathryn Grayson - Susan Abbott
- Gene Kelly - Joseph Brady
- José Iturbi - Él mismo
- Dean Stockwell - Donald Martin
- Angelina Hantseykins - Lindsey McKeane
- Pamela Britton - Brooklyn
- Sharon McManus - Chica mexicana
- Sara Berner - El ratón Jerry (en los dibujos Tom y Jerry)

## Curiosidades
- Originalmente, los productores querían que Gene Kelly bailase junto a Mickey Mouse. Sin embargo, los estudios Disney se negaron a que su personaje más famoso apareciera en una película de MGM. El ratón de Disney fue reemplazado por otro conocido ratoncito: Jerry, de la serie "Tom & Jerry". William Hanna y Joseph Barbera, creadores de la serie, supervisaron la animación de la secuencia de baile.
- En la película aparece el ratón Jerry hablando, algo que ya había ocurrido en cortometrajes de la década de 1940
- En uno de los episodios de Padre de familia aparece la escena del baile con Jerry pero éste es remplazado por Stewie.